# Mobil fordítás
A mobil fordítás minden olyan elektronikus eszköz vagy szoftveralkalmazás, amely audiofordítást biztosít. A koncepció magában foglal minden olyan kézi elektronikus eszközt, amelyet kifejezetten audiofordításra terveztek. Ez magába foglal minden gépi fordítási szolgáltatást vagy szoftveralkalmazást kézi eszközökhöz, beleértve a mobiltelefonokat, zsebszámítógépeket és PDA-kat. A mobil fordítás a kézi eszközhasználók számára biztosítja a pillanatnyi és nem közvetített fordítás előnyeit az egyik emberi nyelvről a másikra, általában olyan szolgáltatási díj ellenében, amely azonban lényegesen kisebb, mint az emberi fordító díja.
A mobilfordítás a mobilkommunikációs felhasználók számára kínált új szolgáltatások közé tartozik, beleértve a helymeghatározást (GPS szolgáltatás), az e-pénztárcát (mobilbank), a névjegykártyát/vonalkódot/szövegszkennelést stb.
A számítástechnikai nyelvészet területén a számítógépes programozásra és az eszköz kommunikációs eszközeire (internetkapcsolat vagy SMS) támaszkodik.

## Története
A fordítói rendszer lehetővé teszi a japánok számára, hogy mobiltelefonon keresztül folytassanak beszélgetéseket a külföldi állampolgárokkal, először 1999-ben fejlesztette ki az Advanced Telecommunications Research Institute International-Interpreting Telecommunications Communications Laboratóriumok, amelynek székhelye a japán Kansai Science City-ben található. Japán nyelven beszéltek, amit rögzítettek egy készülékkel, majd hangként elküldék a másik felhasználó mobiltelefonjára.
2004-ben a Transclick kereskedelmi forgalomba hozta a gépi fordító szoftvert kézi eszközökhöz, amelyek a felhasználó által bevitt szöveg, SMS és e-mail fordítási képességeit tartalmazzák, és 2006-ban szabadalmat bocsátottak ki a Transclick számára SMS, e-mail és IM fordításra.
2005 novemberében egy másik japán vállalat, a NEC Corporation bejelentette a mobiltelefonokra letölthető fordítási rendszer kifejlesztését. Ez a mobil fordító rendszer 50 000 japán szót és 30 000 angol szót ismert fel, és utazás során egyszerű fordításokra volt használható. Csak 2009 januárjában mutatta be hivatalosan a NEC Corporation a terméküket.
A számítástechnikai és kommunikációs eszközök miniatürizálásának technológiai fejlődése lehetővé tette a mobiltelefonok nyelvtanulásban való alkalmazását. A korai projektek között szerepelt a spanyol tanulmányi programok, amelyek szótár gyakorlatot, vetélkedőket, valamint szó- és kifejezés fordításokat tartalmaztak. Nem sokkal később mobiltelefonok segítségével projekteket dolgoztak ki az angol tanítására egy japán egyetemen. 2005-re a szókincs oktatására összpontosítottak SMS-ben. Hasonló programot hoztak létre az olasz nyelv elsajátításához Ausztráliában. Szókincs-kifejezések, vetélkedők és rövid mondatok küldése SMS-ben.

## Műszaki funkciók
A gépi fordítási szolgáltatás támogatásához a mobil eszköznek képesnek kell lennie kommunikálni olyan külső számítógépekkel (szerverekkel), amelyek fogadják a felhasználó által bevitt szöveget/beszédet, lefordítják és visszaküldik a felhasználónak. Ez általában internetkapcsolaton keresztül történik (WAP, GPRS, EDGE, UMTS, Wi-Fi), de néhány korábbi alkalmazás SMS-t használt a kommunikációhoz a fordító szerverrel.
A mobilfordítás nem tévesztendő össze a felhasználó által szerkeszthető (beszélő) szótárakkal és kifejezéskönyvekkel, amelyek már elterjedtek és elérhetőek sok kézi eszköz számára, és általában nem igényelnek internetkapcsolatot a mobileszközön.

### Jellemzők
A mobil fordítás számos hasznos funkciót tartalmazhat, a szöveg fordítását segítő szolgáltatásokat, amelyek a szolgáltatás alapját képezik. Míg a felhasználó beviszi a szöveget az eszköz billentyűzetével, használhatja a már meglévő szöveget e-mail vagy SMS üzenet formájában is, amelyet a felhasználó eszközére kapott (e-mail/SMS-fordítás). Lehetőség van lefordított üzenet elküldésére is, amely opcionálisan tartalmazza a forrásszöveget és a fordítást is.
Néhány mobil fordító alkalmazás további szolgáltatásokat is kínál, amelyek tovább könnyítik a lefordított kommunikációs folyamatot, például:
- beszédgenerálás (beszédszintézis), ahol a (lefordított) szöveg átalakulhat emberi beszéddé (olyan számítógéppel, amely a célnyelvi anyanyelvű beszélő hangját adja át);
- beszédfelismerés, ahol a felhasználó beszélhet azzal az eszközzel, amely rögzíti a beszédet, és elküldi azt a fordítószervernek amely szöveggé konvertálja azt a fordítás előtt;
- képfordítás, ahol a felhasználó lefényképezheti (az eszköz kamerájával) néhány nyomtatott szöveget (útjelző tábla, éttermi menü, egy könyv oldala stb.). Az alkalmazás elküldi a képet a fordítószervernek, amely az Optikai karakterfelismerés (OCR) alkalmazást használja, amely felismeri a szöveget, visszaküldi a szöveget a felhasználónak szerkesztésre (ha szükséges), majd lefordítja azt a választott nyelvre.
- hang tolmácsolás, ahol a felhasználó kiválaszthatja a szükséges nyelvkombinációt, majd automatikusan csatlakozik egy élő tolmácshoz
- telefonhívás-fordítás, ahol a felhasználó egy mobil fordítón keresztül beszélgethet más felekkel, amely a beszédfelismerés és a beszédgenerátor funkcióit használja, bár van lehetőség ennek a kommunikációs módszernek további optimalizálásával (pl. eltérő mikrofonérzékenység).

### Támogatott nyelvek
A közelmúltban jelentősen megnőtt az automatikus fordításra kínált nyelvpárok száma mobil eszközökön. Míg a japán szolgáltatók hagyományosan keresztfordítást kínálnak japán, kínai, angol és koreai nyelvre, mások több mint 20 nyelvre és több nyelvre fordíthatnak, vagy több mint 200 nyelvpár, beleértve a legtöbb latin nyelvet.
A beszédgenerálás azonban a fentiek kisebb részére korlátozódik, beleértve az angol, spanyol, olasz, francia, kínai stb. A képfordítás a rendelkezésre álló OCR nyelvektől függ.

## Technológiai előnyök és korlátozások

### Előnyök
A hordozható, valós idejű automatizált fordítás rendelkezésre állása számos gyakorlati felhasználással és előnnyel jár:
- Az emberi fordítás mobilizálása: az emberi fordítók mobil fordító eszközök segítségével fordíthatnak bárhol és bármikor, az emberi fordítóknak már nem kell asztali fordító szoftverrel dolgozni
- Utazás: A valós idejű mobil fordítás segíthet egy idegen országba utazó embernek abban, hogy megértesse magát vagy megértsen másokat.
- Üzleti hálózatépítés: A (potenciális) külföldi ügyfelekkel folytatott megbeszélések a mobil fordítás segítségével időt és pénzt takarítanak meg, és azonnali. A valós idejű mobil fordítás jóval olcsóbb alternatíva az emberi fordítókat használó többnyelvű telefonos központoknál.
- A közösségi hálózatok globalizációja: A mobil fordítás lehetővé teszi a barátokkal való beszélgetést és szöveges üzenetküldést nemzetközi szinten. Új barátokat és munkatársakat lehet szerezni a nyelvi akadály leküzdésével.
- Idegen nyelv tanulása: Az idegen nyelv tanulás egyszerűbbé és olcsóbbá tehető egy valós idejű gépi fordítással felszerelt mobil eszköz használatával. A statisztikák azt mutatják, hogy a főiskolai hallgatók többsége mobiltelefonnal rendelkezik, és úgy találják, hogy az idegen nyelv mobiltelefonon történő tanulása olcsóbbnak bizonyul, mint a számítógépen. Ezenkívül a mobiltelefonok hordozhatósága megkönnyíti az idegen nyelvet tanulók számára, hogy az osztálytermen kívül, bárhol és a maguk idejében tanuljanak

### Kihívások és hátrányok
A mobil technológia és a gépi fordítási szolgáltatások fejlődése segített csökkenteni vagy akár megszüntetni a mobil fordítás néhány hátrányát, például a mobil eszköz csökkentett képernyőméretét és az egyujjas billentyűzetet. Sok új kézi eszköz QWERTY billentyűzettel és/vagy érintésérzékeny képernyővel, valamint kézírás-felismeréssel rendelkezik, amely jelentősen növeli a gépelési sebességet. 2006 után a legtöbb új mobiltelefon és eszköz nagy képernyőkkel kezdett megjelenni, nagyobb felbontással, 640 x 480 px, 854 x 480 px, vagy akár 1024 x 480 px, ami elegendő látható helyet biztosít a felhasználónak nagy szövegek olvasásához/írásához. 2011-ben az úgynevezett hibrid fordítási technológiát a myLanguage bevezette a Vocre mobilalkalmazásán keresztül, amely nagyrészt a tömegből származó nyelvi adatokra támaszkodik. 
A mobil fordítóipar előtt álló legfontosabb kihívás azonban a fordítások nyelvi és kommunikációs minősége. Bár egyes szolgáltatók azt állítják, hogy akár 96%-os pontosságot is elértek, saját technológiával büszkélkedhetnek, amely képes megérteni az idiómákat és a szleng nyelvet, a gépi fordítás még mindig egyértelműen alacsonyabb minőségű, mint az emberi fordítás, és körültekintően kell használni, ha a lefordított ügyek megkövetelik helyesség.
Az egyik módszer, amelyet a mobil fordítás pontatlanságának enyhítésére használnak, az ontológia tanulása a terminológia kibontásával kombinálva a gyakran használt kifejezések azonosítására, szemantikai értelmezés az adott kifejezés helyes kontextusának és jelentésének meghatározására, valamint egy adatstruktúra megvalósítása, hogy tárolja az előző többjelentésű kifejezésekben és kifejezésekben található árnyalatokat. Az alapvető fordítási struktúráknak ez a kombinációja a gépi tanulási algoritmusokkal együtt teszi ezt a többfázisú módszert olyan pontossá, és lehetőséget ad arra, hogy fokozatosan pontosabbá váljon. Nagy gondot okoz, hogy ezt a módszert rendkívül nehéz automatizálni; ennek a struktúrának a felhasználóbarát módon történő megvalósítása továbbra is nagy kihívás a fordítóalkalmazások fejlesztői előtt.
Hátrány, amelyet meg kell említeni, a felhasználó mobil eszközén a stabil internetkapcsolat követelménye. Mivel a fordítószerverrel való kommunikáció SMS-módszere kevésbé bizonyult hatékonynak, az adatcsomagok küldése - az üzenethossz-korlát (160 karakter) és az SMS-nek az internetes forgalmi díjakhoz képest magasabb költségei miatt - a mobileszközökön az internetkapcsolat szükséges, miközben a városi területeken kívül a lefedettség még mindig instabil.

## Fordítás
Ez a szócikk részben vagy egészben  a   Mobile translation című angol Wikipédia-szócikk ezen változatának fordításán alapul.  Az eredeti cikk szerkesztőit annak laptörténete sorolja fel. Ez a jelzés csupán a megfogalmazás eredetét és a szerzői jogokat jelzi, nem szolgál a cikkben szereplő információk forrásmegjelöléseként.